# Panamerikanische Spiele 2011/Leichtathletik – 100 m der Frauen

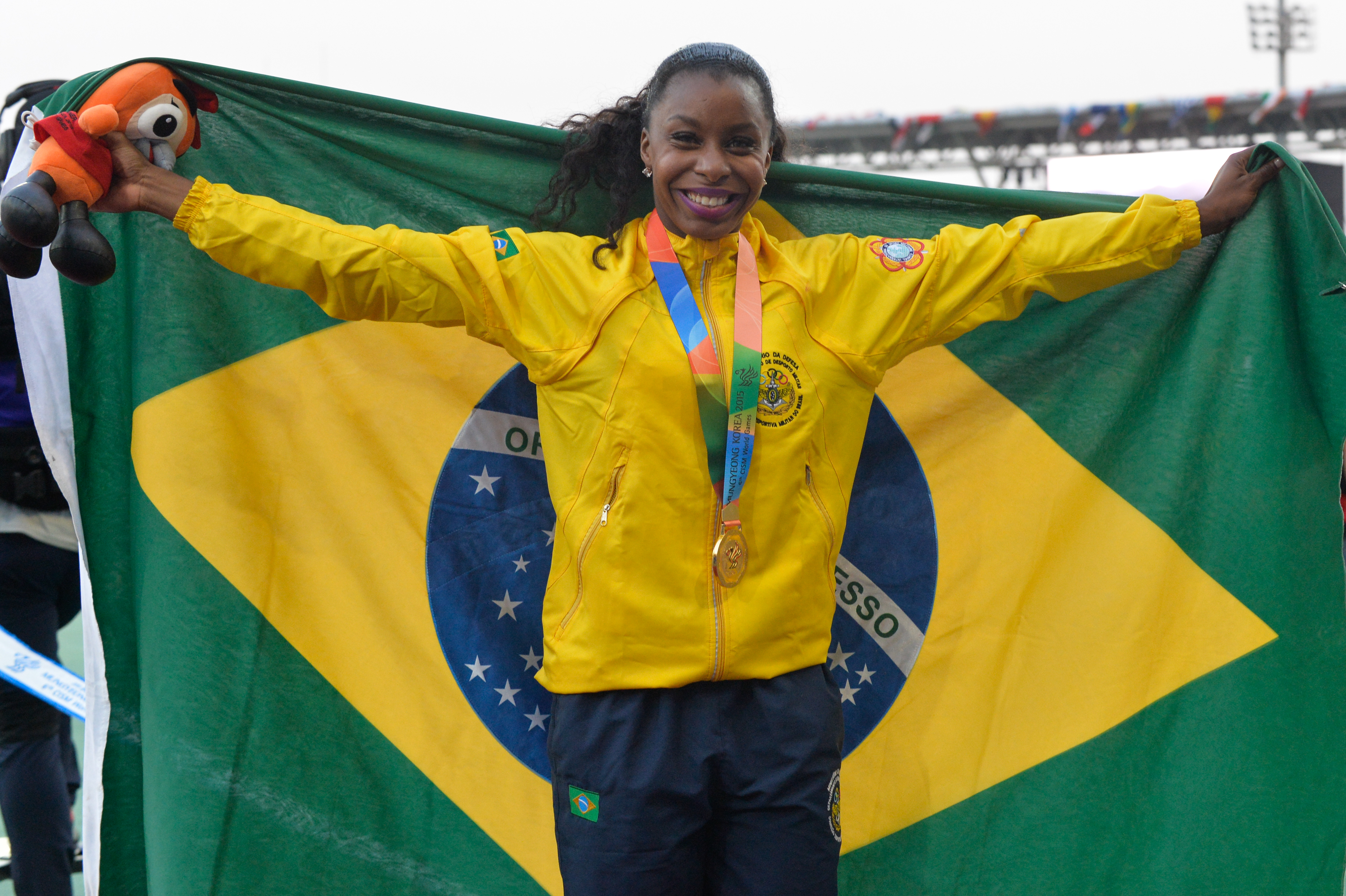
Die Siegerin Rosângela Santos (2015)

Der 100-Meter-Lauf der Frauen bei den Panamerikanischen Spielen 2011 fand am 28. Oktober im Telmex Athletics Stadium in Guadalajara statt.
18 Athletinnen aus 13 Ländern nahmen an dem Wettbewerb teil. Die Goldmedaille gewann Rosângela Santos nach 11,22 s, Silber ging an Barbara Pierre mit 11,25 s und die Bronzemedaille sicherte sich Shakera Reece mit 11,26 s.

## Rekorde
Vor dem Wettbewerb galten folgende Rekorde:
| Weltrekord        | Florence Griffith-Joyner | 10,49 s | U.S. Olympic Trials in Indianapolis, Vereinigte Staaten | 16. Juli 1988 |
| Rekord der Spiele | Mikele Barber            | 11,02 s | Panamerikanische Spiele in Rio de Janeiro, Brasilien    | 24. Juli 2007 |

## Vorläufe
Aus den drei Vorläufen qualifizierten sich die jeweils zwei Ersten jedes Laufes – hellblau unterlegt – und zusätzlich die drei Zeitschnellsten – hellgrün unterlegt – für das Finale.

### Lauf 1
24. Oktober 2011, 17:30 Uhr

Wind: +0,5 m/s
| Platz | Bahn | Athletin               | Land                         | Zeit (s) |
| ----- | ---- | ---------------------- | ---------------------------- | -------- |
| 1     | 7    | Rosângela Santos       | Brasilien                    | 11,26 PB |
| 2     | 4    | Yomara Hinestroza      | Kolumbien                    | 11,41    |
| 3     | 6    | LaVerne Jones-Ferrette | Amerikanische Jungferninseln | 11,45    |
| 4     | 3    | Daniela Claudia Pavez  | Chile                        | 11,85    |
| 5     | 8    | Ramona Van der Vloot   | Suriname                     | 12,01 PB |
| 6     | 2    | Charnelle Enriquez     | Belize                       | 13,15    |
|       | 5    | Fany Chalas            | Dominikanische Republik      | DNS      |

### Lauf 2
24. Oktober 2011, 17:37 Uhr

Wind: −1,7 m/s
| Platz | Bahn | Athletin                  | Land                         | Zeit (s) |
| ----- | ---- | ------------------------- | ---------------------------- | -------- |
| 1     | 5    | Barbara Pierre            | Vereinigte Staaten           | 11,37    |
| 2     | 3    | Nelkis Casabona           | Kuba                         | 11,56    |
| 3     | 4    | Mariely Sánchez           | Dominikanische Republik      | 11,57 PB |
| 4     | 7    | Courtney Cerene Patterson | Amerikanische Jungferninseln | 11,59    |
| 5     | 8    | Tameka Williams           | St. Kitts und Nevis          | 11,68    |
| 6     | 6    | Matilde Álvarez           | Mexiko                       | 13,25    |

### Lauf 3
24. Oktober 2011, 17:44 Uhr

Wind: −2,0 m/s
| Platz | Bahn | Athletin             | Land               | Zeit (s) |
| ----- | ---- | -------------------- | ------------------ | -------- |
| 1     | 8    | Shakera Reece        | Barbados           | 11,43 PB |
| 2     | 3    | Ana Cláudia Silva    | Brasilien          | 11,46    |
| 3     | 4    | Kenyanna Wilson      | Vereinigte Staaten | 11,74    |
| 4     | 6    | Eliecith Palacios    | Kolumbien          | 11,77    |
| 5     | 7    | Jessica Lynn Sanchez | Mexiko             | 11,80 PB |
| 6     | 5    | Kerri-Ann Mitchell   | Kanada             | 11,81    |

## Finale
25. Oktober 2011, 17:40 Uhr

Wind: −0,2 m/s
| Platz | Bahn | Athletin               | Land                         | Zeit (s) |
| ----- | ---- | ---------------------- | ---------------------------- | -------- |
|       | 4    | Rosângela Santos       | Brasilien                    | 11,22 PB |
|       | 5    | Barbara Pierre         | Vereinigte Staaten           | 11,25    |
|       | 3    | Shakera Reece          | Barbados                     | 11,26 PB |
| 4     | 8    | Ana Cláudia Silva      | Brasilien                    | 11,35    |
| 5     | 2    | Mariely Sánchez        | Dominikanische Republik      | 11,49 PB |
| 6     | 6    | Yomara Hinestroza      | Kolumbien                    | 11,50    |
| 7     | 7    | Nelkis Casabona        | Kuba                         | 11,56    |
| 8     | 1    | LaVerne Jones-Ferrette | Amerikanische Jungferninseln | 11,60    |